# Jim Drake (ingénieur)
Pour les articles homonymes, voir Drake et Jim Drake (homonymie).
Jim Drake (8 janvier 1929- 19 juin 2012), est un ingénieur en aéronautique américain reconnu pour être le co-inventeur de la planche à voile avec Hoyle Schweitzer, les deux hommes déposant le brevet le 27 mars 1968.